# نمس ميلر
نمس ميلر (الاسم العلمي: Rhynchogale melleri) نوع من السموريات، ينتشر في جمهورية الكونغو الديمقراطية، مالاوي، موزمبيق، جنوب أفريقيا، سوازيلاند، تنزانيا، زامبيا وموزمبيق. لاتوجد تهديدات رئيسة على هذا النوع، موائلها المفضلة واسعة النطاق وتقل فيها التجمعات البشرية. ومع ذلك في بعض موائلها، في تنزانيا مثلاً يحدث توسع للسكان وحيواناتهم.

## اقرأ كذلك
- نمس أصفر
- نمس سيلوس
- نمس مصري